# Rick Rypien
Pour l’article homonyme, voir Mark Rypien.
Rick Rypien (né le 16 mai 1984 à Coleman, dans la province de l'Alberta au Canada - mort le 15 août 2011) est un joueur professionnel canadien de hockey sur glace. Il joue pendant quatre saisons avec les Pats de Regina de la Ligue de hockey de l'Ouest à partir de 2001-2002 avant de signer avec les Moose du Manitoba de la Ligue américaine de hockey en 2005. Par la suite, il rejoint les Canucks de Vancouver de la Ligue nationale de hockey pour la saison 2005-2006. Il y reste jusqu'à la fin de la saison 2010-2011 et rejoint alors la nouvelle équipe des Jets de Winnipeg. Il n'y joue cependant jamais puisque le 15 août 2011, il est retrouvé mort à son domicile à l'âge de 27 ans.

## Biographie

### Carrière junior
Rick Rypien fait ses débuts dans le monde du hockey en jouant avec les Hockey Hounds de la Lethbridge Athletic Association's midget AA. Il joue alors sous la direction de Brian McNaughton et réside chez sa tante Kelly et son oncle Allan.
En 2000-2001, il joue pour les Y's Men Titans de Lethbridge de l'Alberta Midget Hockey League puis la saison suivante, il joue pour les Timberwolves de Crowsnest Pass de la Ligue de hockey junior de l'Alberta. Il n'est pas choisi lors du repêchage de la Ligue de hockey de l'Ouest (ligue souvent désignée par le sigle LHOu). Il joue au cours de la saison 2001-2002 une rencontre avec les Pats de Regina de la LHOu.
Il fait partie de l'effectif des Pats lors de la saison suivante et joue cinquante rencontres au poste de centre récoltant six buts, douze aides soit un total de dix-huit points ; il récolte également cent-cinquante-neuf minutes de pénalités, en raison de nombreux combats. L'équipe termine quatrième de la division Est et se qualifie pour les séries éliminatoires ; les Pats perdent dès le premier tour contre les Wheat Kings de Brandon, premiers de la division Est sur la saison régulière.
Lors de la saison 2003-2004, Rypien devient le nouveau capitaine des Pats, poste qu'il occupe deux saisons. À la fin de la saison 2004-2005, lors du dernier match de la saison qu'il joue avec les Pats, il inscrit un coup du chapeau et une passe décisive lors d'une victoire 5-3. Il reçoit trois trophée de l'équipe : le titre du meilleur joueur de l'équipe, mais également le joueur le plus populaire et également le Molson Cup champion en tant que joueur ayant récolté le plus d'étoiles à la fin des matchs. D'un point de vue collectif, son équipe finit à la toute dernière place de la LHOu.

### Carrière professionnelle
Le 19 octobre 2010, il est expulsé après avoir poussé un juge de ligne lors d'une rencontre face au Wild du Minnesota au Xcel Energy Center. Lors de sa sortie, il empoigne un partisan du Wild qui l'applaudissait ; à la suite de ce geste, il est suspendu six matchs. Lors de son retour au jeu le 11 novembre contre les Sénateurs d'Ottawa, il jette les gants deux fois (contre Matt Carkner puis Chris Neil) et récolte une aide lors de la victoire de son équipe 6-2. Quelques jours plus tard, il décide de retourner à la maison pour régler des problèmes personnels. Il revient en fin de saison mais et rejoint le club école des Canucks, le Moose du Manitoba dans la Ligue américaine de hockey pour le reste de la saison et les séries.
Début juillet 2011, alors qu'il est agent libre, il signe un contrat d'une saison avec la nouvelle équipe des Jets de Winnipeg mais il ne joue jamais avec les Jets puisque le 15 août 2011, il est retrouvé mort à son domicile à l'âge de 27 ans.

## Statistiques
| Saison     | Équipe                         | Ligue      |     | Saison régulière | Saison régulière | Saison régulière | Saison régulière | Saison régulière |   | Séries éliminatoires | Séries éliminatoires | Séries éliminatoires | Séries éliminatoires | Séries éliminatoires |
| Saison     | Équipe                         | Ligue      | PJ  | B                | A                | Pts              | Pun              | PJ               | B | A                    | Pts                  | Pun                  |                      |                      |
| 2000-2001  | Y's Men Titans de Lethbridge   | AMHL       | 7   | 1                | 2                | 3                | 4                | -                | - | -                    | -                    | -                    |                      |                      |
| 2001-2002  | Timberwolves de Crowsnest Pass | LHJA       | 57  | 12               | 10               | 22               | 143              | -                | - | -                    | -                    | -                    |                      |                      |
| 2001-2002  | Pats de Regina                 | LHOu       | 1   | 0                | 0                | 0                | 0                | -                | - | -                    | -                    | -                    |                      |                      |
| 2002-2003  | Pats de Regina                 | LHOu       | 50  | 6                | 12               | 18               | 159              | 5                | 1 | 1                    | 2                    | 21                   |                      |                      |
| 2003-2004  | Pats de Regina                 | LHOu       | 65  | 19               | 26               | 45               | 186              | 4                | 0 | 1                    | 1                    | 18                   |                      |                      |
| 2004-2005  | Pats de Regina                 | LHOu       | 63  | 22               | 29               | 51               | 148              | -                | - | -                    | -                    | -                    |                      |                      |
| 2004-2005  | Moose du Manitoba              | LAH        | 8   | 1                | 1                | 2                | 5                | 14               | 0 | 0                    | 0                    | 35                   |                      |                      |
| 2005-2006  | Moose du Manitoba              | LAH        | 49  | 9                | 6                | 15               | 122              | 13               | 1 | 1                    | 2                    | 22                   |                      |                      |
| 2005-2006  | Canucks de Vancouver           | LNH        | 5   | 1                | 0                | 1                | 4                | -                | - | -                    | -                    | -                    |                      |                      |
| 2006-2007  | Moose du Manitoba              | LAH        | 14  | 3                | 3                | 6                | 35               | -                | - | -                    | -                    | -                    |                      |                      |
| 2006-2007  | Canucks de Vancouver           | LNH        | 2   | 0                | 0                | 0                | 5                | -                | - | -                    | -                    | -                    |                      |                      |
| 2007-2008  | Moose du Manitoba              | LAH        | 34  | 3                | 11               | 14               | 81               | 6                | 0 | 0                    | 0                    | 10                   |                      |                      |
| 2007-2008  | Canucks de Vancouver           | LNH        | 22  | 1                | 2                | 3                | 41               | -                | - | -                    | -                    | -                    |                      |                      |
| 2008-2009  | Canucks de Vancouver           | LNH        | 12  | 3                | 0                | 3                | 19               | 10               | 0 | 2                    | 2                    | 40                   |                      |                      |
| 2009-2010  | Canucks de Vancouver           | LNH        | 69  | 4                | 4                | 8                | 126              | 7                | 0 | 1                    | 1                    | 7                    |                      |                      |
| 2010-2011  | Canucks de Vancouver           | LNH        | 9   | 0                | 1                | 1                | 31               | -                | - | -                    | -                    | -                    |                      |                      |
| 2010-2011  | Moose du Manitoba              | LAH        | 11  | 0                | 2                | 2                | 9                | 7                | 1 | 0                    | 1                    | 10                   |                      |                      |
| Totaux LNH | Totaux LNH                     | Totaux LNH | 119 | 9                | 7                | 16               | 226              | 17               | 0 | 3                    | 3                    | 47                   |                      |                      |